# Belá (Fluss)
Die Belá (deutsch Weißwasser) ist ein 22 Kilometer langer Nebenfluss der Waag in der Nordslowakei. Sie entspringt durch den Zusammenfluss des Tichý potok (Stiller Bach) und Kôprovský potok in der Hohen Tatra bei Podbanské, einem Ortsteil der Stadt Vysoké Tatry und fließt dann durch den Liptauer Kessel zur Einmündung in die Waag bei Liptovský Hrádok.